# Hudson Austin
Hudson Austin (* 26. April 1938; † 24. September 2022 in St. George’s) war ein grenadischer General und Revolutionär.

## Biografie
Austin trat in die Streitkräfte Grenadas ein und stieg zum General auf. 1979 gehörte er zu den Unterstützern des Premierministers Maurice Bishop und sah die durch den kubanischen Geheimdienst (Dirección de Inteligencia) vermittelte Unterstützung durch die Sowjetunion als lebensnotwendig für die karibische antiimperialistische Bewegung an.
Er gehörte neben Bernard Coard zu den Anführern des Staatsstreichs vom 19. Oktober 1983, der zum Sturz des Premierministers Maurice Bishop und dessen Hinrichtung führte. General Austin wurde daraufhin Chef des Revolutionären Militärrates, während der bisherige Stellvertretende Premierminister Coard de facto Premierminister wurde. Die Regierung unter Bishop war beliebt beim Volk, die Gewalt des Umsturzes löste in der Bevölkerung hingegen Angst und Ablehnung aus. Nach dem Staatsstreich gegen Bishop bat der Generalgouverneur von Grenada, Paul Scoon, – als Vertreter der Königin die Funktion des Staatsoberhauptes ausfüllend – die Organisation Ostkaribischer Staaten und die USA um Hilfe. Am 25. Oktober 1983 starteten die USA mit der Organisation Ostkaribischer Staaten eine Invasion (Operation Urgent Fury), in deren Folge die Regierung der New Jewel Movement (NJM) gestürzt wurde.
1986 wurde Austin zusammen mit Coard sowie dreizehn weiteren Personen wegen der Ermordung Bishops zum Tode verurteilt. Im August 1991 wurde dieses Urteil in eine lebenslängliche Haftstrafe umgewandelt und schließlich auch diese im Februar 2007 aufgehoben. Im Dezember 2008 wurde er schließlich begnadigt und aus der Haft entlassen.
Hudson Austin starb am 24. September 2022 im Alter von 84 Jahren in seinem Zuhause.